# Сантеу (комуна)
Сантеу (рум. Santău) — комуна у повіті Сату-Маре в Румунії. До складу комуни входять такі села (дані про населення за 2002 рік):
- Кереуша (614 осіб)
- Сантеу (1822 особи) — адміністративний центр комуни
- Судуреу (202 особи)

Комуна розташована на відстані 439 км на північний захід від Бухареста, 42 км на південний захід від Сату-Маре, 115 км на північний захід від Клуж-Напоки.

## Населення
За даними перепису населення 2002 року у комуні проживали 2638 осіб.
Національний склад населення комуни:
| Національність | Кількість осіб | Відсоток |
| -------------- | -------------- | -------- |
| румуни         | 1476           | 56,0%    |
| угорці         | 987            | 37,4%    |
| цигани         | 163            | 6,2%     |
| німці          | 12             | 0,5%     |

Рідною мовою назвали:
| Мова      | Кількість осіб | Відсоток |
| --------- | -------------- | -------- |
| румунська | 1502           | 56,9%    |
| угорська  | 1136           | 43,1%    |

Склад населення комуни за віросповіданням:
| Релігія                                       | Кількість осіб | Відсоток |
| --------------------------------------------- | -------------- | -------- |
| православні                                   | 1574           | 59,7%    |
| римо-католики                                 | 529            | 20,1%    |
| реформати                                     | 486            | 18,4%    |
| греко-католики                                | 27             | 1,0%     |
| п'ятдесятники                                 | 19             | 0,7%     |
| баптисти                                      | 1              | < 0,1%   |
| адвентисти                                    | 1              | < 0,1%   |
| лютерани (Синодально-пресвітеріанська церква) | 1              | < 0,1%   |